# Станционная улица (Новосибирск)
Станционная улица — улица в Ленинском районе Новосибирска. Западный въезд в город. Начинается от площади Энергетиков, далее пролегает на запад в направлении аэропорта Толмачёво. Улица выходит за границу Новосибирска, её длина — 7,8 км.

## История
В 1992 году был расширен участок улицы между заводом медпрепаратов и бетонным заводом.

## Организации

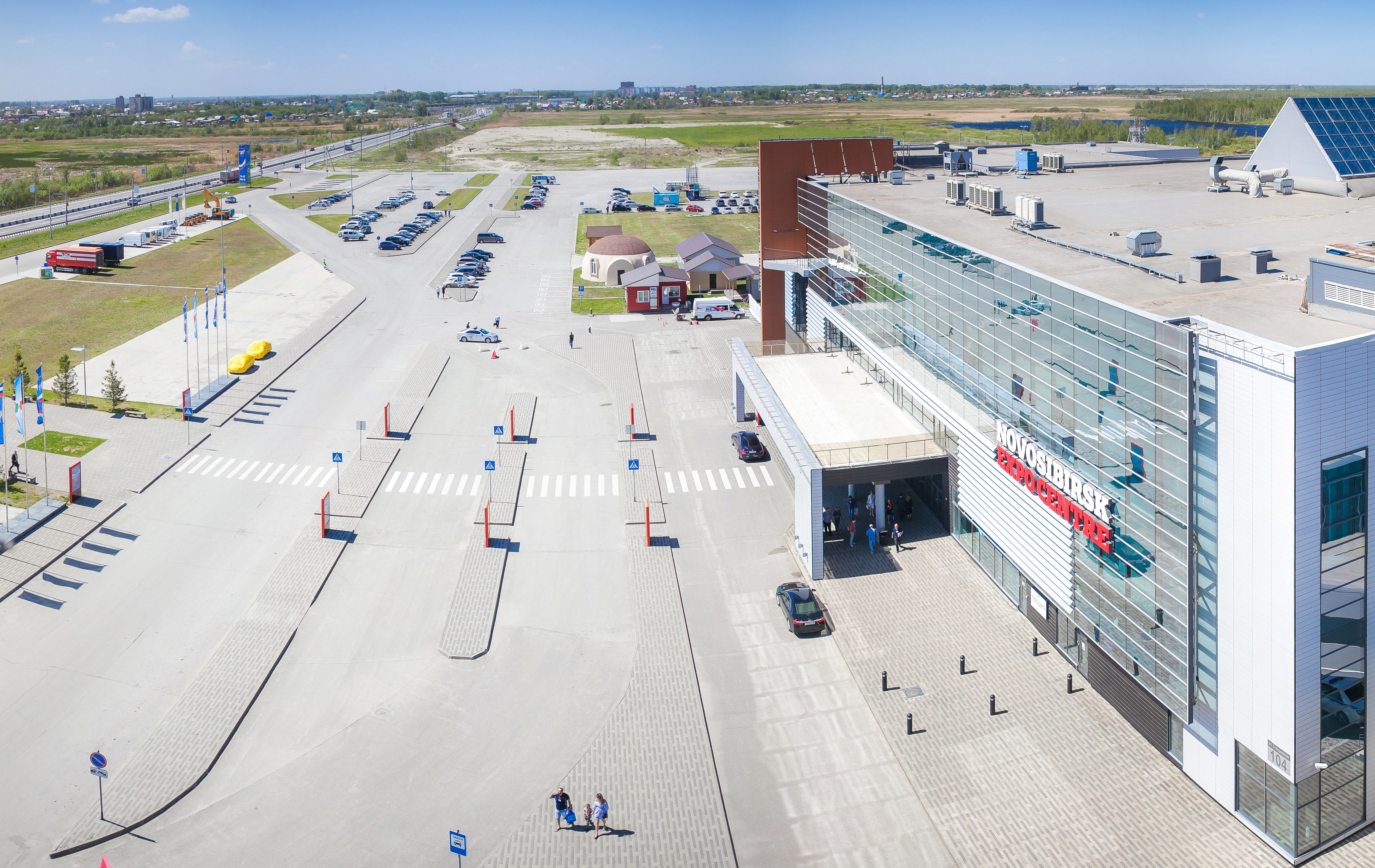
Новосибирский экспоцентр

- Головной расчетно-кассовый центр Банка России — пункт для хранения наличной денежной массы и её распределения в банки Сибирского федерального округа. Был открыт в 2018 году[4][5][6].
- Новосибирский экспоцентр — выставочный центр, открытый в 2012 году[7].

### Спортивные организации
- Кёрлинг-клуб «Пингвин» — центр для игры в кёрлинг, открытый в 2015 году[8]. В 2018 году здесь прошёл Чемпионат России по кёрлингу среди смешанных команд.
- Новосибирский ипподром — ипподром, первоначально располагавшийся на правом берегу Новосибирска. В 1962 году был перенесён на Станционную улицу[9].

### Промышленные предприятия
- Новосибирский патронный завод
- Сибиар
- НПО «Луч»
- Сибсельмаш

### Образовательные учреждения
- Новосибирский технический колледж имени А. И. Покрышкина — образовательное учреждение, основанное в 1930 году. В 1932 году его окончил Александр Покрышкин. Награждён Орденом Трудового Красного Знамени в 1967 году[10].
- Специальная коррекционная школа № 62
- Спортивная школа олимпийского резерва по конному спорту

## Водные объекты
Рядом с улицей находится Медвежье озеро. Ещё одно озеро расположено возле Новосибирского экспоцентра.

## Транспорт

### Дорожный транспорт
Виды дорожного транспорта: автобус, троллейбус и маршрутное такси. На улице расположены 14 остановок наземного транспорта (с востока на запад): «Музыкальная школа», «Завод им. Кузьмина», «Переходный мост», «Завод Сибсельмаш», «Магазин № 7», «Бетонный завод (ул. Станционная)», «Завод Сибтекстильмаш», «Олимпийская», «Завод Сибиар», «Овощехранилище Осень», «Завод Медпрепаратов», «Ягодинская», «Озеро Медвежье», «Экспоцентр». Со Станционной улицы к Ипподромской улице в настоящее время строится четвёртый мост через Обь.

### Железнодорожный транспорт
Параллельно Станционной пролегает линия Западно-Сибирской железной дороги со следующими станциями в районе улицы (с востока на запад): Новосибирск-Западный, Западная площадка, Ипподром.

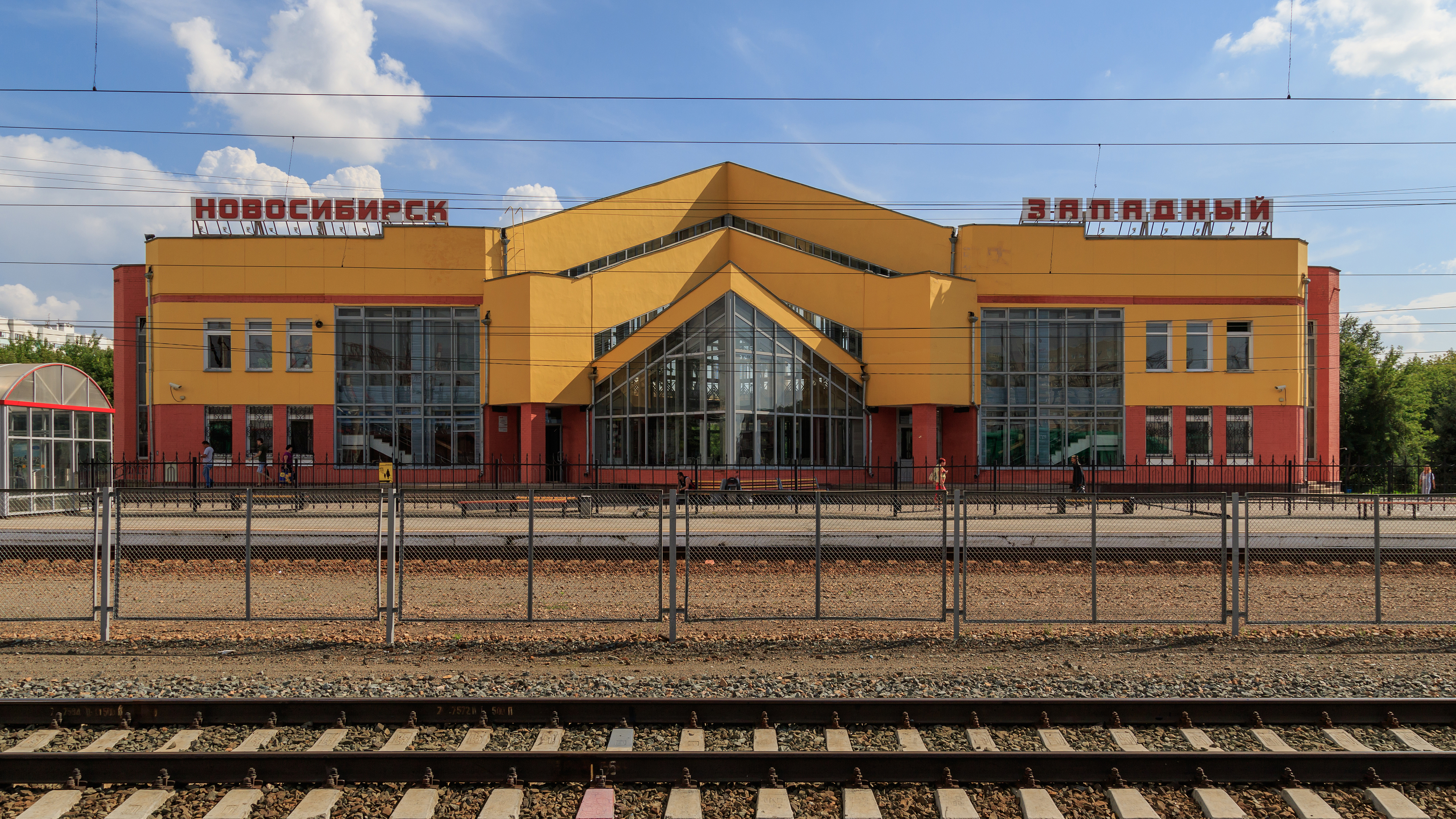
Новосибирск-Западный